# Caroline Corr
Caroline Georgina Corr (ur. 17 marca 1973 w Dundalk) – irlandzka perkusistka w rodzinnym zespole The Corrs, który tworzą oprócz niej jej dwie siostry: Sharon (ur. 1970) i Andrea (ur. 1974) oraz brat Jim (ur. 1964). Caroline potrafi również grać na bodhranie i na fortepianie. Od lipca 2002 jest żoną biznesmena Franka Woodsa, mają dwójkę dzieci – Jacka (ur. 2003) i Georgine (ur. 2004).